# Sender Neuhausen am Rheinfall (Engiwald)
Der Sender Neuhausen am Rheinfall (Engiwald) ist ein Sender für Hörfunk. Er steht nordwestlich der Gemeinde Neuhausen am Rheinfall auf einer Anhöhe im Engiwald. Er ist als Stahlgittermast ausgeführt.
Von hier aus werden die Städte Schaffhausen, Neuhausen am Rheinfall, Teile des Zürcher Weinlands und Teile des Klettgaus sowie die in der Nähe vorbeiführende  Autobahn A4 mit den Rundfunkprogrammen Radio Zürisee, Radio 1 sowie Radio 24 versorgt.

## Frequenzen und Programme

### Analoger Hörfunk (UKW)
Folgende Hörfunkprogramme werden vom Sender Neuhausen am Rheinfall (Engiwald) auf UKW abgestrahlt:
| Frequenz (MHz) | Programm      | RDS PS   | RDS PI | Regionalisierung | ERP (kW) | Antennendiagramm rund (ND)/gerichtet (D) | Polarisation horizontal (H)/vertikal (V) |
| -------------- | ------------- | -------- | ------ | ---------------- | -------- | ---------------------------------------- | ---------------------------------------- |
| 90,6           | Radio Zürisee | ZUERISEE | 4F14   | –                | 0,2      | D (170–230°)                             | V                                        |
| 93,2           | Radio 1       | RADIO_1_ | 4F38   | –                | 0,2      | D (170–230°)                             | V                                        |
| 96,9           | Radio 24      | RADIO_24 | 4F15   | –                | 0,2      | D (170–230°)                             | V                                        |

## Bilder

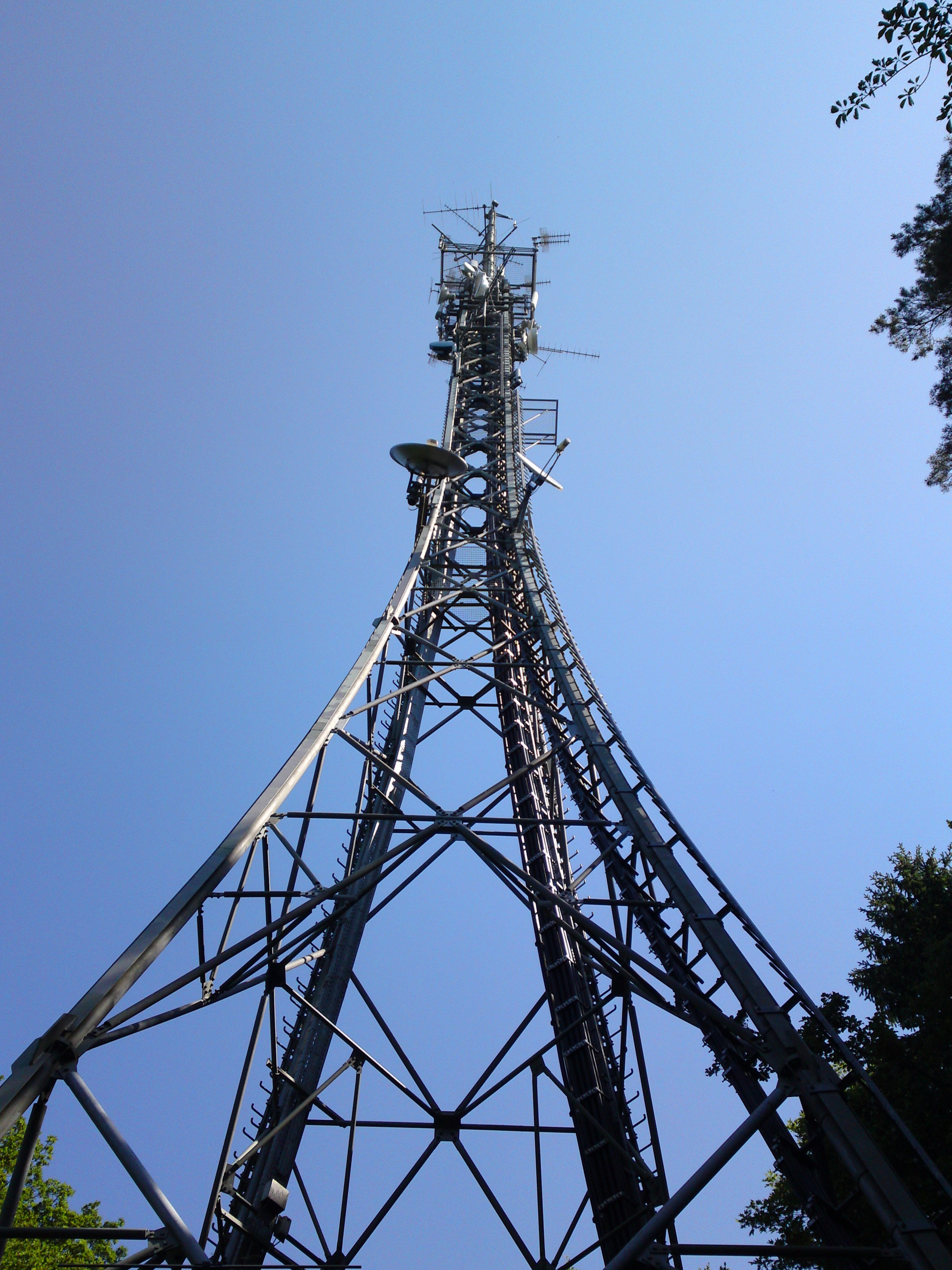
Sendemast des Senders von unten gesehen
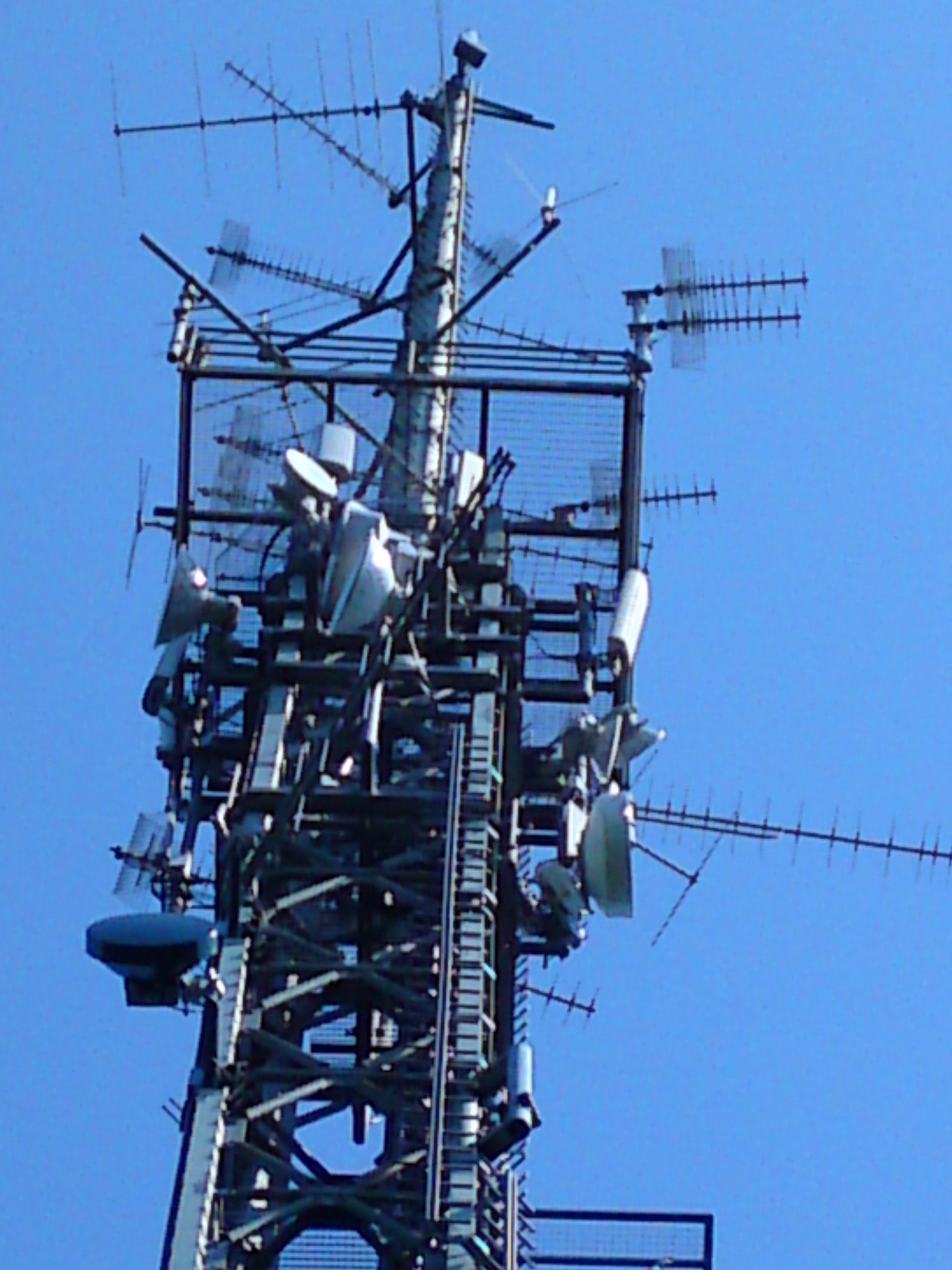
Spitze des Sendeturms
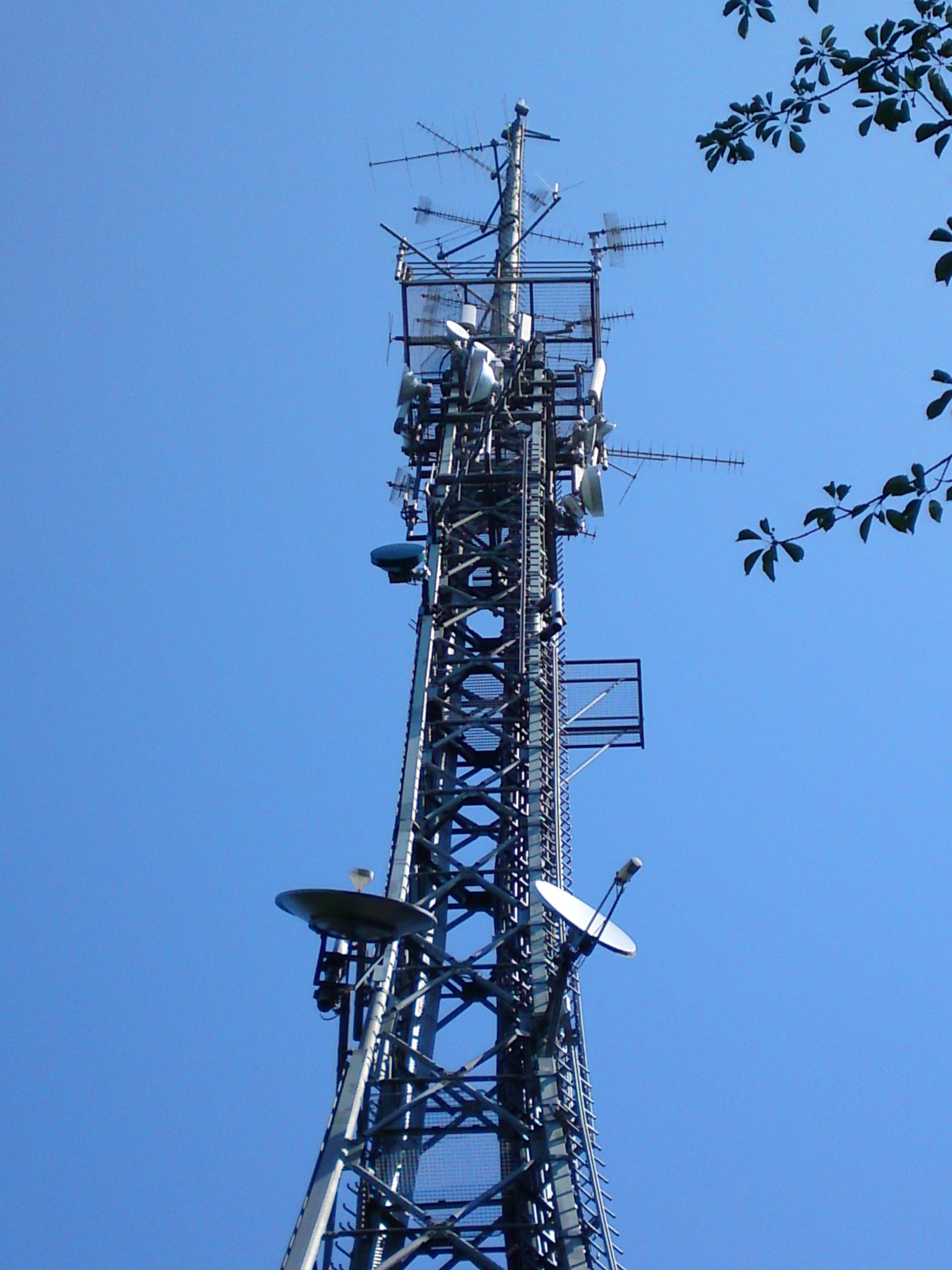
Oberer Teil des Sendeturms
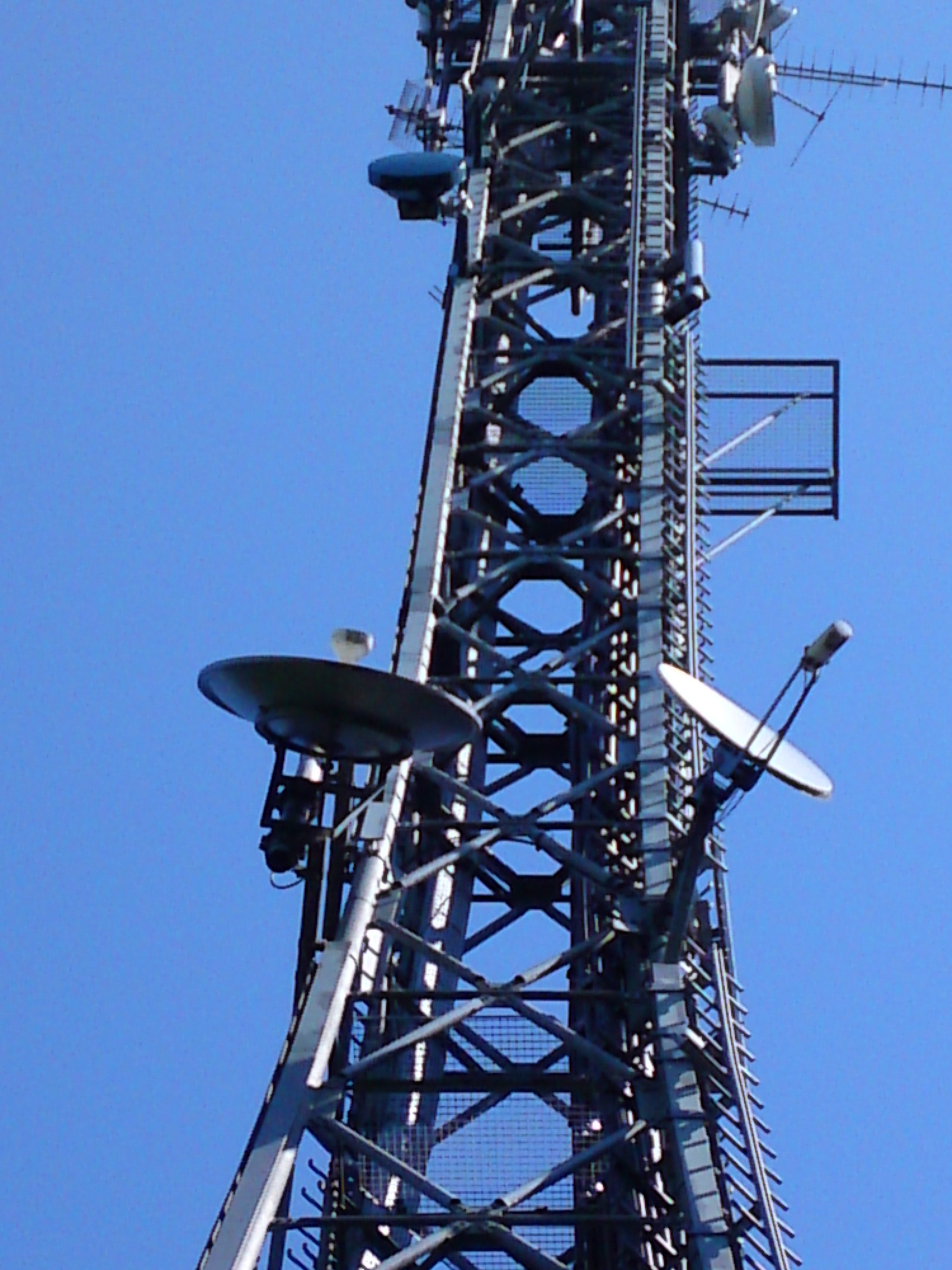
Mittlerer Teil des Sendeturms
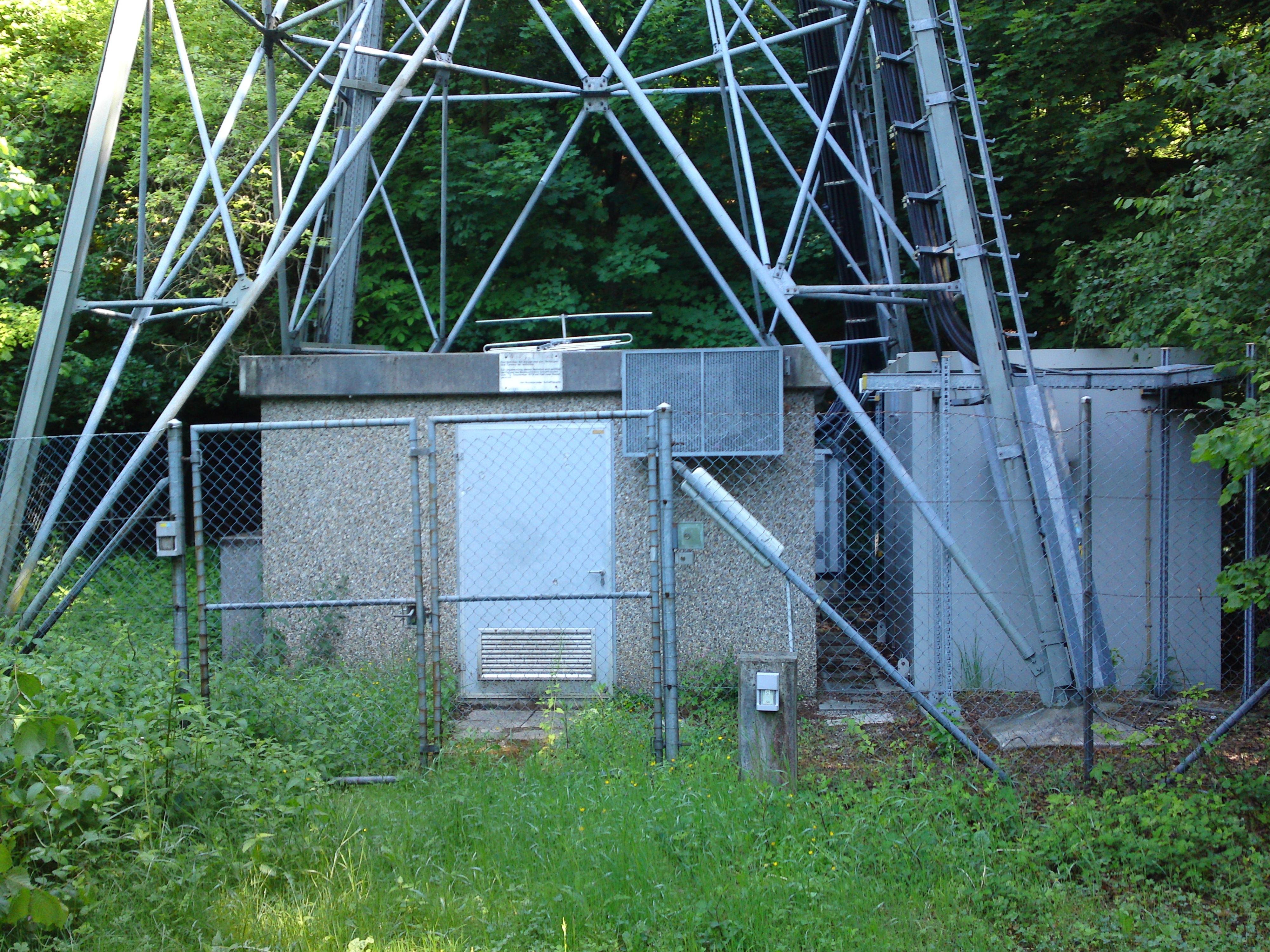
Das Senderhaus direkt unterhalb des Sendemasts
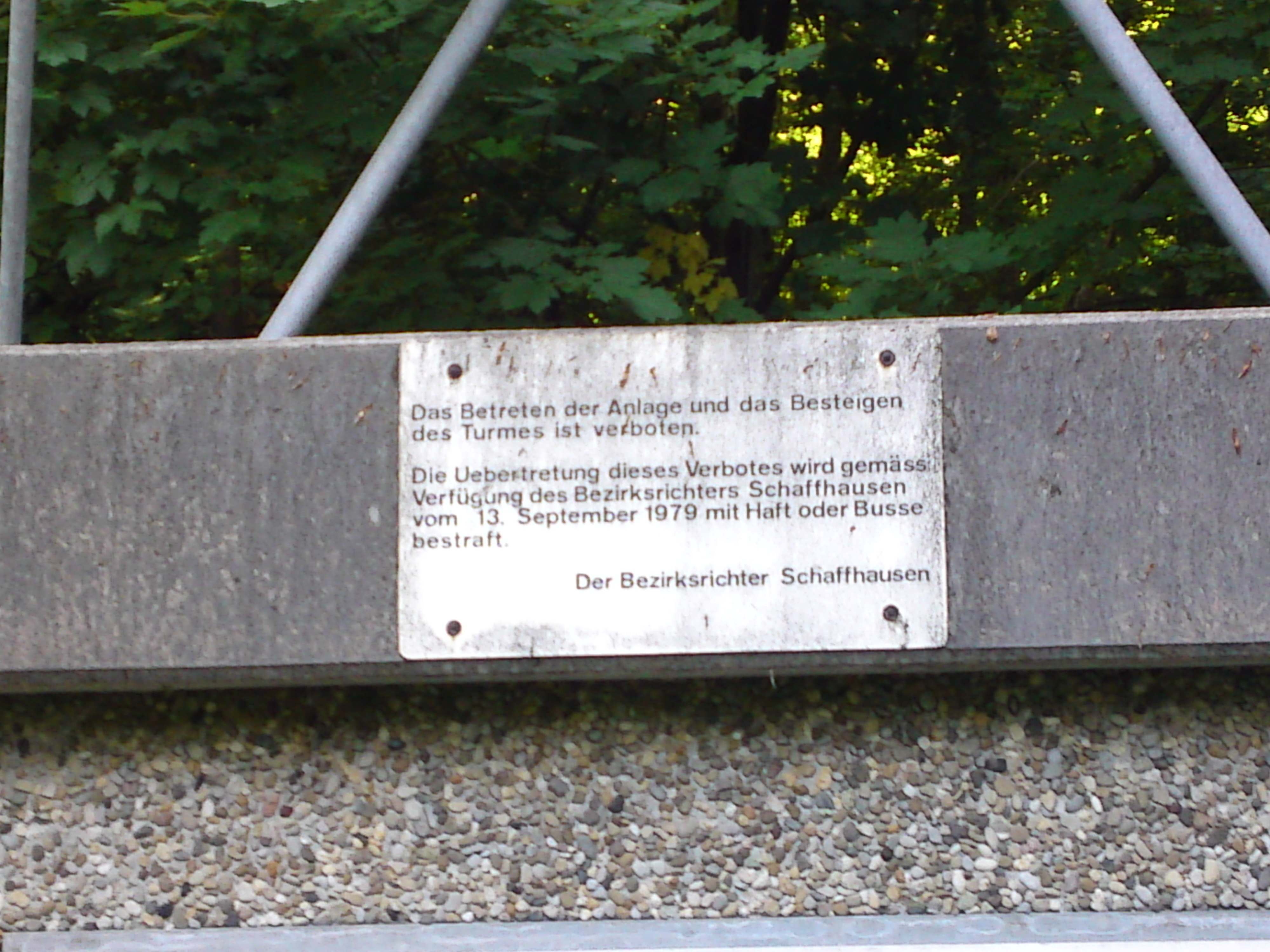
Informationsschild am Senderhaus